# Bourgougnague
Bourgougnague est une commune du Sud-Ouest de la France, située dans le département de Lot-et-Garonne (région Nouvelle-Aquitaine).
Bourgougnague est membre de l'association des communes de France aux noms burlesques et chantants.

## Géographie

### Localisation
Située au sud d'Eymet, c'est une commune limitrophe avec le département de la Dordogne.

### Communes limitrophes
Bourgougnague est limitrophe de six autres communes dont une dans le département de la Dordogne. Au nord, Eymet n'est limitrophe que sur 25 mètres.
Les communes limitrophes sont  Agnac, Eymet, Lauzun, Lavergne, Saint-Colomb-de-Lauzun et Saint-Pardoux-Isaac.
|                     | Eymet (Dordogne) |                        |
| Agnac               | Bourgougnague    | Lauzun                 |
| Saint-Pardoux-Isaac | Lavergne         | Saint-Colomb-de-Lauzun |

### Climat
Pour des articles plus généraux, voir Climat de la Nouvelle-Aquitaine et Climat de Lot-et-Garonne.
Historiquement, la commune est exposée à un climat océanique aquitain.  
En 2020, Météo-France publie une typologie des climats de la France métropolitaine dans laquelle la commune est exposée à un climat océanique et est dans la région climatique Aquitaine, Gascogne, caractérisée par une pluviométrie abondante au printemps, modérée en automne, un faible ensoleillement au printemps, un été chaud (19,5 °C), des vents faibles, des brouillards fréquents en automne et en hiver et des orages fréquents en été (15 à 20 jours).
Pour la période 1971-2000, la température annuelle moyenne est de 12,7 °C, avec une amplitude thermique annuelle de 15,1 °C. Le cumul annuel moyen de précipitations est de 805 mm, avec 11,4 jours de précipitations en janvier et 6,8 jours en juillet. Pour la période 1991-2020, la température moyenne annuelle observée sur la station météorologique la plus proche, située sur la commune de Verteuil-d'Agenais à 17 km à vol d'oiseau, est de 13,8 °C et le cumul annuel moyen de précipitations est de 821,3 mm,. Pour l'avenir, les paramètres climatiques de la commune estimés pour 2050 selon différents scénarios d’émission de gaz à effet de serre sont consultables sur un site dédié publié par Météo-France en novembre 2022.

## Urbanisme

### Typologie
Au 1er janvier 2024, Bourgougnague est catégorisée commune rurale à habitat très dispersé, selon la nouvelle grille communale de densité à sept niveaux définie par l'Insee en 2022.
Elle est située hors unité urbaine. Par ailleurs la commune fait partie de l'aire d'attraction de Miramont-de-Guyenne, dont elle est une commune de la couronne,. Cette aire, qui regroupe 5 communes, est catégorisée dans les aires de moins de 50 000 habitants,.

### Occupation des sols

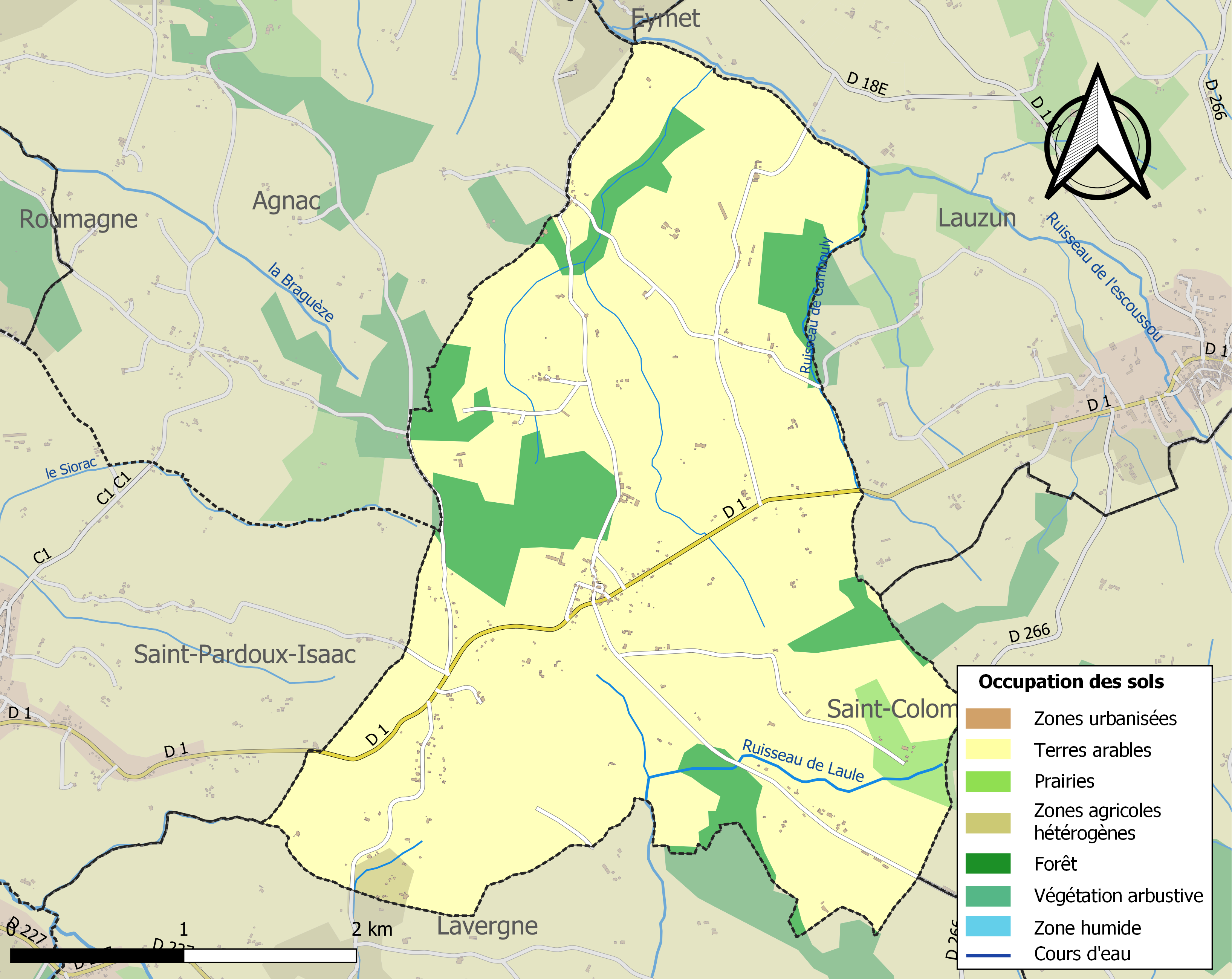
Carte des infrastructures et de l'occupation des sols de la commune en 2018 (CLC).

L'occupation des sols de la commune, telle qu'elle ressort de la base de données européenne d’occupation biophysique des sols Corine Land Cover (CLC), est marquée par l'importance des territoires agricoles (88,2 % en 2018), en diminution par rapport à 1990 (92,9 %). La répartition détaillée en 2018 est la suivante : 
terres arables (85,9 %), forêts (11,8 %), prairies (1,6 %), zones agricoles hétérogènes (0,7 %). L'évolution de l’occupation des sols de la commune et de ses infrastructures peut être observée sur les différentes représentations cartographiques du territoire : la carte de Cassini (XVIIIe siècle), la carte d'état-major (1820-1866) et les cartes ou photos aériennes de l'IGN pour la période actuelle (1950 à aujourd'hui).

### Risques majeurs

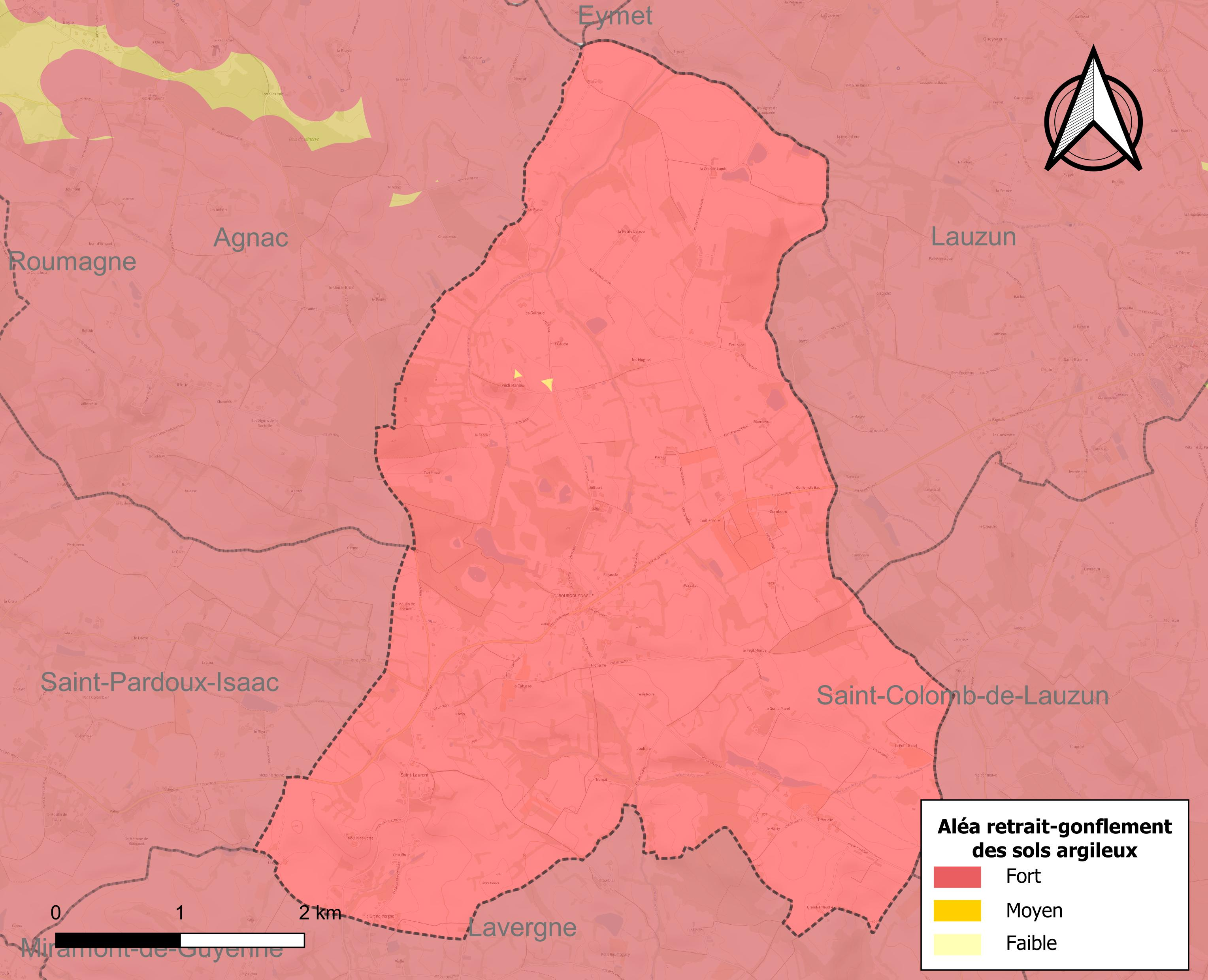
Carte des zones d'aléa retrait-gonflement des sols argileux de Bourgougnague.

Le territoire de la commune de Bourgougnague est vulnérable à différents aléas naturels : météorologiques (tempête, orage, neige, grand froid, canicule ou sécheresse), inondations, mouvements de terrains et séisme (sismicité très faible). Un site publié par le BRGM permet d'évaluer simplement et rapidement les risques d'un bien localisé soit par son adresse soit par le numéro de sa parcelle.
Certaines parties du territoire communal sont susceptibles d’être affectées par le risque d’inondation par une crue à  débordement lent de cours d'eau. La commune a été reconnue en état de catastrophe naturelle au titre des dommages causés par les inondations et coulées de boue survenues en 1982, 1983, 1993, 1994, 1999, 2007 et 2009,.
Les mouvements de terrains susceptibles de se produire sur la commune sont des tassements différentiels.
Le retrait-gonflement des sols argileux est susceptible d'engendrer des dommages importants aux bâtiments en cas d’alternance de périodes de sécheresse et de pluie. La totalité de la commune est en aléa moyen ou fort (91,8 % au niveau départemental et 48,5 % au niveau national). Depuis le 1er octobre 2020, en application de la loi ELAN, différentes contraintes s'imposent aux vendeurs, maîtres d'ouvrages ou constructeurs de biens situés dans une zone classée en aléa moyen ou fort,.
Concernant les mouvements de terrains, la commune a été reconnue en état de catastrophe naturelle au titre des dommages causés par la sécheresse en 2003, 2011 et 2017 et par des mouvements de terrain en 1999.

## Histoire

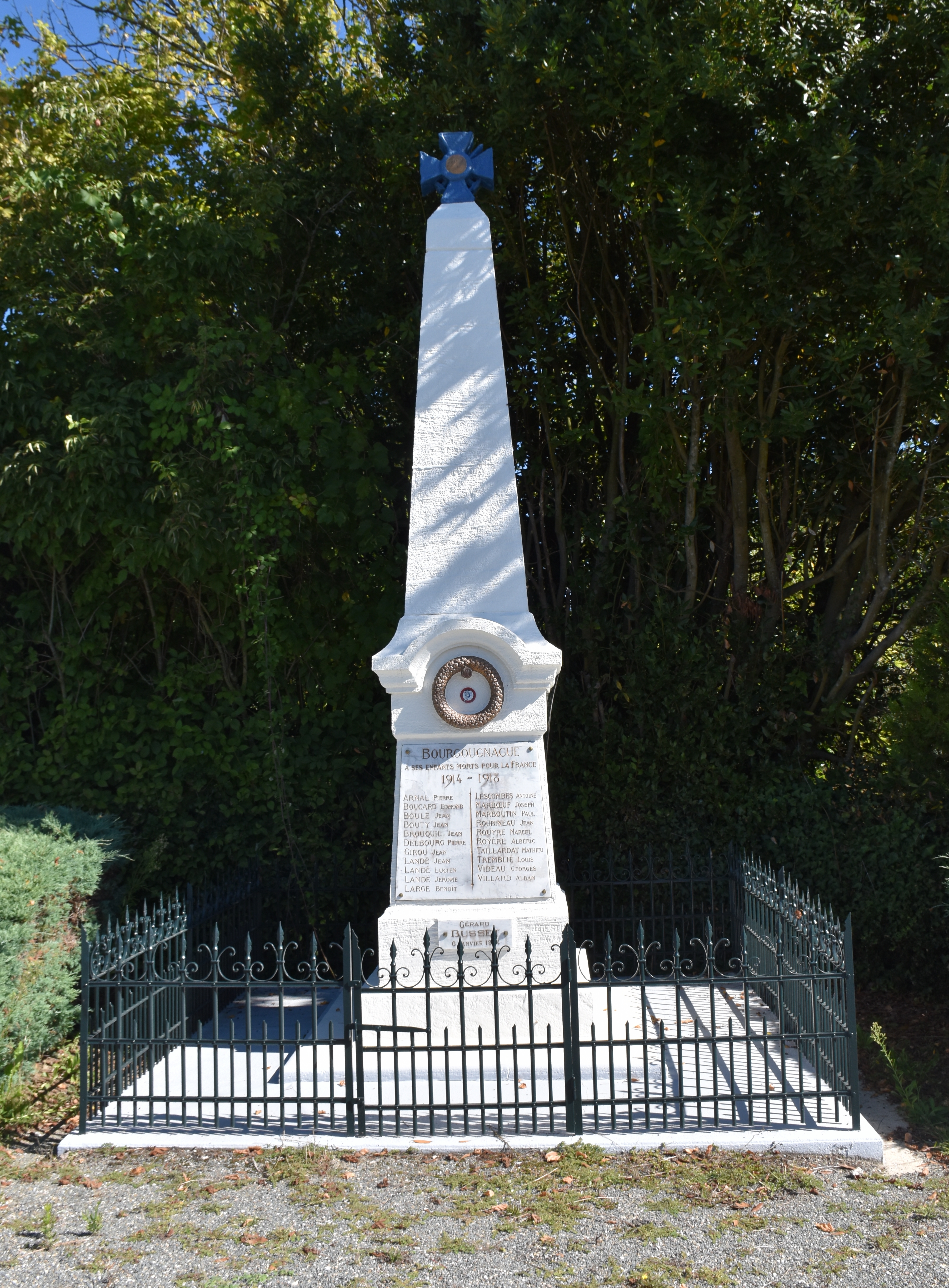
Le monument aux morts.

À partir du IVe siècle après Jésus-Christ, les Barbares déferlent sur l'Empire gallo-romain. Au Ve siècle, des germains et des Burgondes s'installent en ce lieu. D'ailleurs, la commune doit son nom à ce peuple : la prononciation germanique a donné "Burgundiaca" signifiant "domaine des Burgondes".

## Politique et administration
| Période                                  | Période  | Identité              | Étiquette | Qualité |
| ---------------------------------------- | -------- | --------------------- | --------- | ------- |
| Les données manquantes sont à compléter. |          |                       |           |         |
|                                          |          |                       |           |         |
| juin 1995 (réélu en mai 2020)            | En cours | Jean-Marie Constantin |           |         |

## Démographie
L'évolution du nombre d'habitants est connue à travers les recensements de la population effectués dans la commune depuis 1800. Pour les communes de moins de 10 000 habitants, une enquête de recensement portant sur toute la population est réalisée tous les cinq ans, les populations de référence des années intermédiaires étant quant à elles estimées par interpolation ou extrapolation. Pour la commune, le premier recensement exhaustif entrant dans le cadre du nouveau dispositif a été réalisé en 2006.

En 2022, la commune comptait 289 habitants, en évolution de −8,54 % par rapport à 2016 (Lot-et-Garonne : −0,18 %, France hors Mayotte : +2,11 %).
| 1800 | 1806 | 1821 | 1831 | 1836 | 1841 | 1846 | 1851 | 1856 |
| ---- | ---- | ---- | ---- | ---- | ---- | ---- | ---- | ---- |
| 528  | 524  | 594  | 628  | 630  | 569  | 576  | 587  | 601  |

| 1861 | 1866 | 1872 | 1876 | 1881 | 1886 | 1891 | 1896 | 1901 |
| ---- | ---- | ---- | ---- | ---- | ---- | ---- | ---- | ---- |
| 564  | 531  | 511  | 486  | 492  | 440  | 405  | 374  | 355  |

| 1906 | 1911 | 1921 | 1926 | 1931 | 1936 | 1946 | 1954 | 1962 |
| ---- | ---- | ---- | ---- | ---- | ---- | ---- | ---- | ---- |
| 357  | 337  | 314  | 348  | 364  | 364  | 346  | 344  | 302  |

| 1968 | 1975 | 1982 | 1990 | 1999 | 2006 | 2011 | 2016 | 2021 |
| ---- | ---- | ---- | ---- | ---- | ---- | ---- | ---- | ---- |
| 239  | 224  | 254  | 256  | 233  | 272  | 270  | 316  | 303  |

| 2022 | - | - | - | - | - | - | - | - |
| ---- | - | - | - | - | - | - | - | - |
| 289  | - | - | - | - | - | - | - | - |

## Lieux et monuments

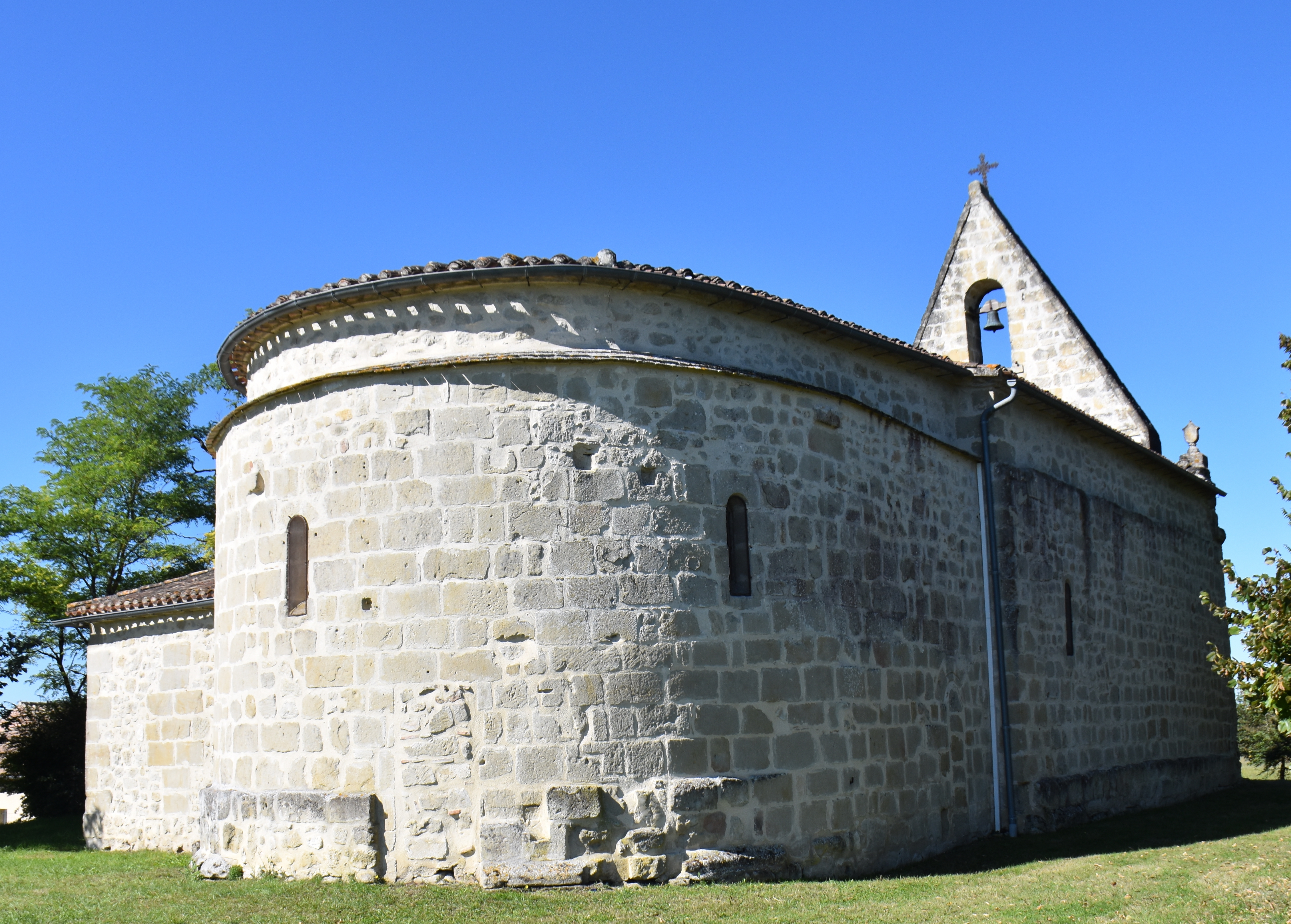
L'église Saint-Laurent du hameau de Saint-Laurent.

- Église Notre-Dame du XIIIe siècle et remaniée au XVe : les murs de celle-ci présentent des peintures murales des XIV e-XVe siècles représentant une chasse au renard. Le chœur a été peint avant la Seconde Guerre mondiale par le peintre italien, Giovanni Masutti, originaire de Stevana dans la région de Trévise.
- Église de Saint-Laurent, désacralisée, cette église est aujourd'hui un lieu consacré à la culture, aux expositions et à la vie communale.
- Château de Jolibert qui abrite la première Maison familiale rurale d'Europe, qui fut initialement créée dans la commune de Ségalas en 1937.
- Manoir de la Grande Lande avec sa chapelle datant du XVIe siècle ; ce domaine est une dépendance du château de Lauzun mais aussi une réserve de chasse du roi Henri IV.

## Personnalités liées à la commune
- Abbé Pierre-Joseph Granereau : créateur du concept des maisons familiales rurales.